# 聖費爾南多 (智利)
聖費爾南多（西班牙語：San Fernando）是智利的城市，位於該國中部，由奧伊金斯將軍解放者大區負責管轄，也是科爾查瓜省的首府，始建於1742年，面積2,441平方公里，海拔高度89米，2002年人口63,732，人口密度每平方公里26.1人。

## 外部連結

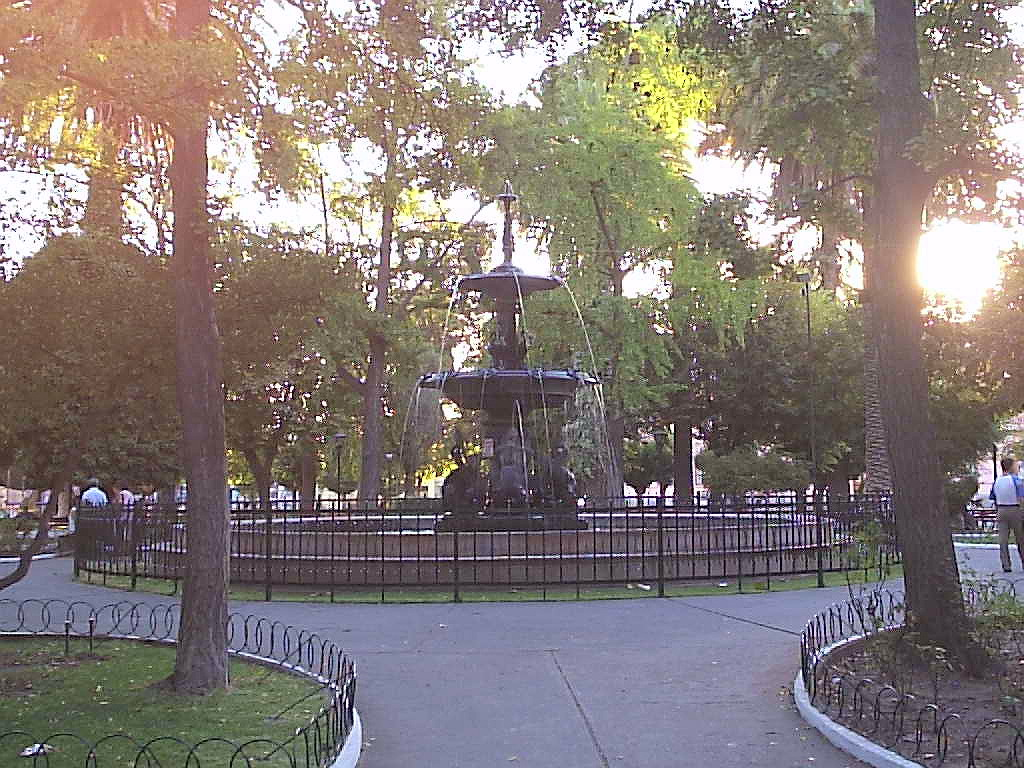

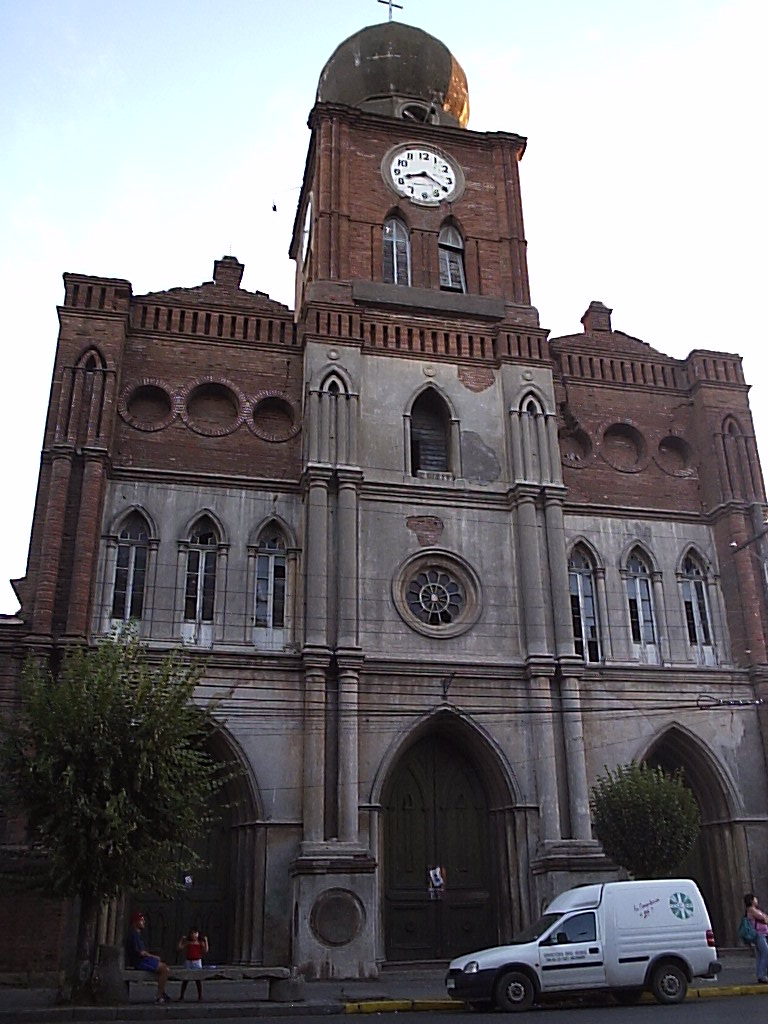

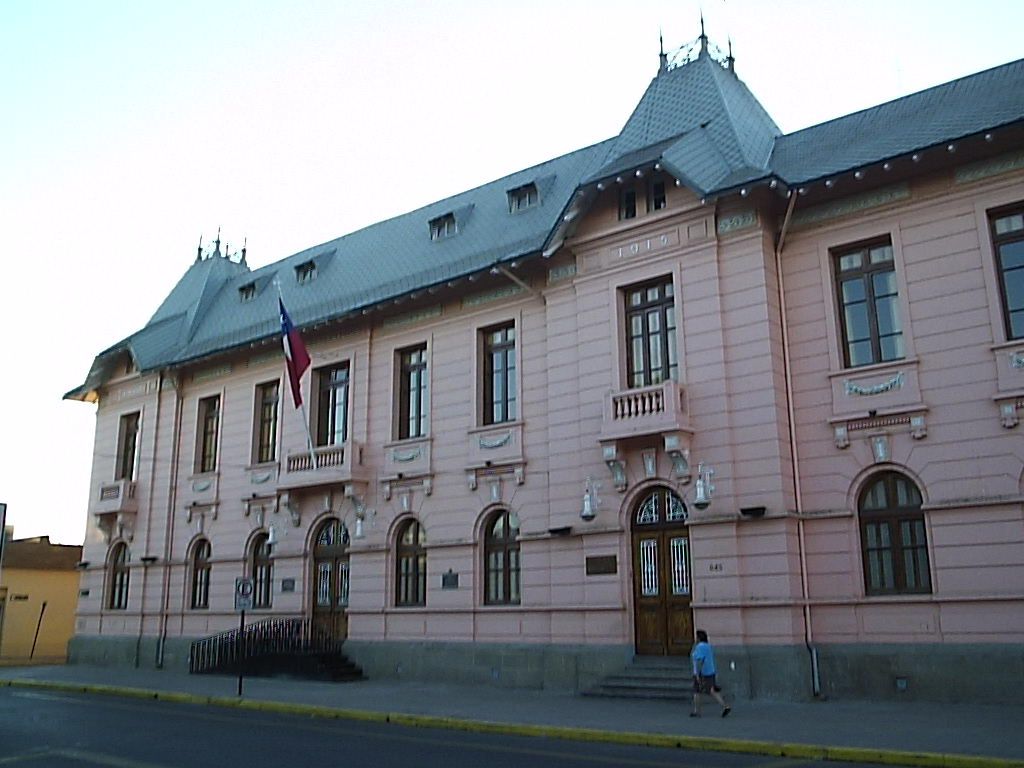

- （西班牙文） Municipality of San Fernando （页面存档备份，存于）
- （西班牙文） Information about San Fernando （页面存档备份，存于）